# Paolo De Benedetti
(Paolo De Benedetti, Teologia degli animali)
Paolo De Benedetti (Asti, 23 dicembre 1927 – Asti, 11 dicembre 2016) è stato un teologo e biblista italiano.
Nato in una famiglia di religione ebraica, è stato docente di Giudaismo alla Facoltà teologica dell'Italia settentrionale di Milano e di Antico Testamento agli Istituti di scienze religiose delle università di Urbino e Trento.

## Attività e riconoscimenti
Tra i libri pubblicati: La morte di Mosè e altri esempi (Bompiani 1978, Morcelliana 2005); Ciò che tarda avverrà (Qiqajon 1992); Quale Dio? Una domanda dalla storia (Morcelliana 1996); E il loro grido salì a Dio. Commento all'Esodo (Morcelliana 2002); Nonsense e altro (Scheiwiller, 2002); Teologia degli animali (Morcelliana 2007); Il filo d'erba (Morcelliana 2009). Ha realizzato dei cicli monografici per la trasmissione di Radio Tre Uomini e Profeti, curata da Gabriella Caramore. Per molti anni direttore editoriale in alcune delle maggiori case editrici italiane, è tra i curatori del Dizionario Bompiani delle Opere e degli Autori.
Di lui hanno parlato Carlo Maria Martini, Amos Luzzatto, Agnese Cini, Umberto Eco, Salvatore Natoli, Laura Novati e altri in Il settantunesimo senso. Omaggio a Paolo de Benedetti (Humanitas, gennaio-febbraio 2006). Piergiorgio Cattani ha dedicato al suo pensiero Dio sulle labbra dell'uomo. Paolo De Benedetti e la domanda incessante (Il Margine, Trento, 2006).
Nel giugno del 2011 ha ricevuto nell'ambito del Festival Internazionale della Cultura ebraica di Casale Monferrato il Premio OyOyOy!, prima di lui assegnato a Emanuele Luzzati, David Grossman, Abraham Yehoshua e Amos Oz.

## Opere

### Lateologia degli animali
(Paolo De Benedetti, Teologia degli animali)
Paolo De Benedetti ha concentrato alcuni suoi studi teologici sulla teologia degli animali, ossia sulla possibilità, in un'ottica giudaico-cristiana, che gli animali e tutti gli esseri viventi possano rientrare nel piano di salvezza divino realizzato per l'uomo. La sensibile sofferenza patita dagli animali, la loro "intrinseca fragilità", fanno intuire al teologo la possibilità di un loro escatologico riscatto finale: "... lo sguardo dell'animale che patisce, - al pari di quello del bambino che soffre, dell'uomo che muore, del perseguitato inerme - 'mostra', in maniera inequivocabile, da che parte inclina - non so se si possa davvero dire così - lo sguardo di Dio" (Gabriella Caramore, premessa a Teologia degli animali, pp. 7–8). Lo stesso Messia sofferente, secondo De Benedetti, "... appare negli occhi di un cane che muore" (p. 82).
Sul rapporto umani-animali, la tradizione ha negato la possibilità  di una vita eterna in Paradiso agli animali (in quanto privi di anima da poter salvare), e tuttavia si trova prescritta nell'Antico Testamento la pratica di ripetuti sacrifici riparatori e sostitutivi), di animali offerti a Dio per otternerne il perdono dei peccati, senza preventivo spargimento di sangue umano, o seguente al castigo divino.
Tale pratica per i cristiani ha termine storicamente con la nascita di Gesù Cristo, "l'Agnello di Dio che toglie i peccati dal mondo"(Gv 1:29). Secondo il Levitico, Dio prescrisse agli uomini i sacrifici animali per il perdono dei peccati, e per anticipare loro la comprensione del sacrificio ultimo di Gesù Cristo (Lv  4:35,  5:10). Per l'autore della lettera agli Ebrei, Cristo è il sacrificio finale e perfetto: se "senza spargimento di sangue non c'è remissione "(Ebrei, 9:22), Gesù Cristo è stato il "sacrificio sostitutivo perfetto offerto una volta per tutte" (Ebrei 7:27), ed Egli è ora l'unico mediatore tra Dio e l'umanità (1 Timoteo 2:5).
Si arriva così alle elaborazioni teologiche seguenti: come il divieto di caccia per gli ecclesiastici (Concilio di Epaon, 517 d. C.), e dal divieto di partecipazione per tutti i cristiani ai banchetti israelitici (vizio di gola). Nessuna norma alimentare biblica vieta a chi lo desidera un'alimentazione vegana o vegetariana.

### Il filo d'erba
Ispirandosi a una novella pirandelliana, Canta l'epistola, De Benedetti ricollega la figura del protagonista, Tommasino, a quella de L'idiota di Dostoevskij, e associa l'affetto che egli nutre per un filo d'erba all'idea cristica di "prossimo", poiché tutto ciò che esiste è creatura. Il gemito della creazione nelle doglie del parto descritto da Paolo di Tarso nella Lettera ai Romani (8,19-22), è anche nella pretesa umana di una restituzione  di tutta la vita, della vita non solo nostra ma di tutto ciò che l'aveva.